# سیارک ۲۴۹۶
سیارک ۲۴۹۶ (به انگلیسی: 2496 Fernandus، نامگذاری:1953TC1) دو هزار و چهارصد و نود و ششمین سیارک کشف شده‌است که در ۸ اکتبر ۱۹۵۳ کشف شد.
قدر مطلق سیارک برابر ۱۳٫۵۰ است.